# Гоуп (Нью-Мексико)
Гоуп (англ. Hope) — селище (англ. village) в США, в окрузі Едді штату Нью-Мексико. Населення — 113 особи (2020).

## Географія
Гоуп розташований за координатами 32°49′3″ пн. ш. 104°44′13″ зх. д. / 32.81750° пн. ш. 104.73694° зх. д. (32.817372, -104.736933).  За даними Бюро перепису населення США в 2010 році селище мало площу 3,17 км², з яких 3,17 км² — суходіл та 0,00 км² — водойми.

## Демографія
Згідно з переписом 2010 року, у селищі мешкало 105 осіб у 45 домогосподарствах у складі 31 родини. Густота населення становила 33 особи/км².  Було 64 помешкання (20/км²).
Расовий склад населення:
| - 94,3 % — білих - 5,7 % — осіб інших рас |

До двох чи більше рас належало 0,0 %. Частка іспаномовних становила 26,7 % від усіх жителів.
За віковим діапазоном населення розподілялося таким чином: 19,0 % — особи молодші 18 років, 51,5 % — особи у віці 18—64 років, 29,5 % — особи у віці 65 років та старші. Медіана віку мешканця становила 48,8 року. На 100 осіб жіночої статі у селищі припадало 118,8 чоловіків;  на 100 жінок у віці від 18 років та старших — 107,3 чоловіків також старших 18 років.
За межею бідності перебувало 2,0 % осіб, у тому числі 8,3 % дітей у віці до 18 років та 0,0 % осіб у віці 65 років та старших.
Цивільне працевлаштоване населення становило 33 особи. Основні галузі зайнятості: сільське господарство, лісництво, риболовля — 30,3 %, освіта, охорона здоров'я та соціальна допомога — 15,2 %, мистецтво, розваги та відпочинок — 3,0 %, будівництво — 3,0 %.